# Aleksej Kubarev
Aleksej Kubarev (in russo Алексей Кубарев?; 6 maggio 1974) è un ex pentatleta russo.

## Palmarès
In carriera ha conseguito i seguenti risultati:
- Mondiali

Pesaro 2000: argento nel pentathlon moderno staffetta a squadre.